# Martin Biewen
Martin Biewen (* 6. November 1970 in Ludwigsburg) ist ein deutscher Hochschullehrer für Statistik, Ökonometrie und Quantitative Methoden an der Wirtschafts- und Sozialwissenschaftlichen Fakultät der Universität Tübingen.

## Werdegang
Von 1996 erwarb Biewen sein Diplom in Volkswirtschaftslehre, im Anschluss promovierte er im Jahr 2000 an der Universität Heidelberg und erwarb im Jahr 2005 seine Venia Legendi für Ökonometrie und Ökonomie an der Universität Mannheim. Vorher war er zunächst als wissenschaftlicher Assistent und als Senior Research Officer in Heidelberg und Essex sowie als Juniorprofessor in Heidelberg, Mannheim und Frankfurt (Main) tätig, bevor er als vorübergehend an einen Lehrstuhl (W3) für Statistik an die Universität Frankfurt am Main berufen wurde. Am Deutschen Institut für Wirtschaftsforschung (DWI) war er von 2006 bis 2013 als Research Professor tätig. Im Jahr 2009 erhielt er schließlich den Ruf an die Universität Tübingen, wo er seither einen Lehrstuhl innehat. Von 2011 bis 2013 war er zudem Leiter der School of Business and Economics in Tübingen und seit 2016 ist er als Gleichstellungsbeauftragter ebendort tätig. Im Wirtschaftlichen Gutachtergremium für Armuts- und Reichtumsberichterstattung des Bundesministeriums für Arbeit ist er seit 2014 beratend tätig.